# Siesel
Siesel ist ein Ortsteil der Stadt Plettenberg im Märkischen Kreis.
Die Ortschaft liegt im Lennetal, nordöstlich der Kernstadt Plettenberg, im Märkischen Sauerland, an der Bundesstraße 236 und der Lenne.
Am Ortseingang befindet sich die denkmalgeschützte Lennebrücke Siesel. Ein weiteres Denkmal in Siesel ist der Sieseler Tunnel.
1898 wurde im Ort nahe der Ruhr-Sieg-Strecke das Laufwasserkraft Siesel in Betrieb genommen.

## Nachbarorte
- Plettenberg
- Eiringhausen
- Pasel